# Байдербек, Бикс

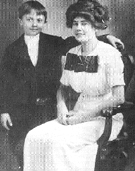
В детстве

Леон Бисмарк «Бикс» Байдербек (англ. Leon Bismark Bix Beiderbecke; 10 марта 1903 года, Давенпорт, Айова — 6 августа 1931 года, Квинс, Нью-Йорк) — американский джазовый трубач, пианист и композитор.

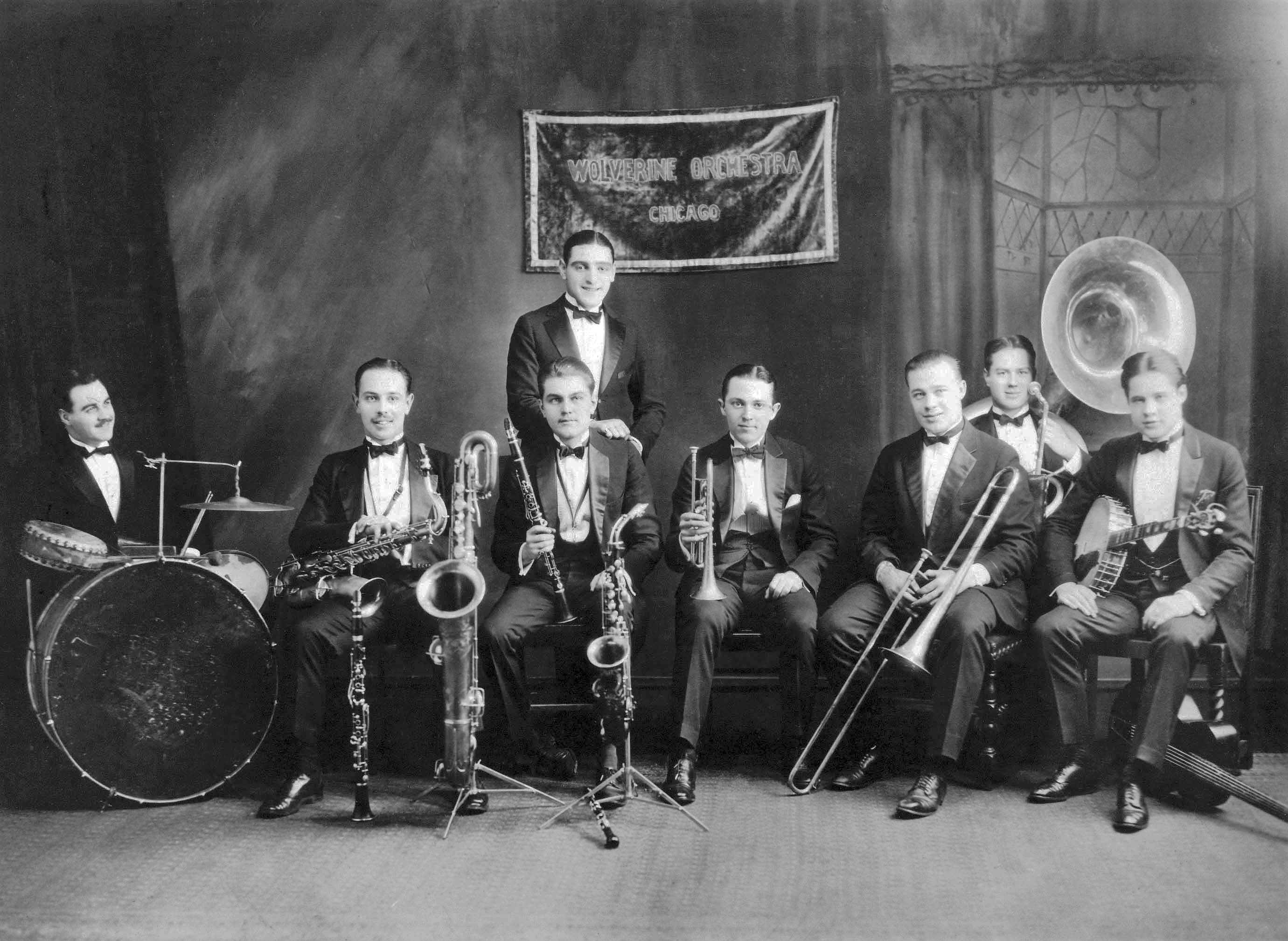
Wolverine orchestra

Бикс Байдербек был первым белокожим солистом джаза, ставшим музыкальной звездой первой величины. Привязанность к алкоголю привела талантливого музыканта к ранней смерти.

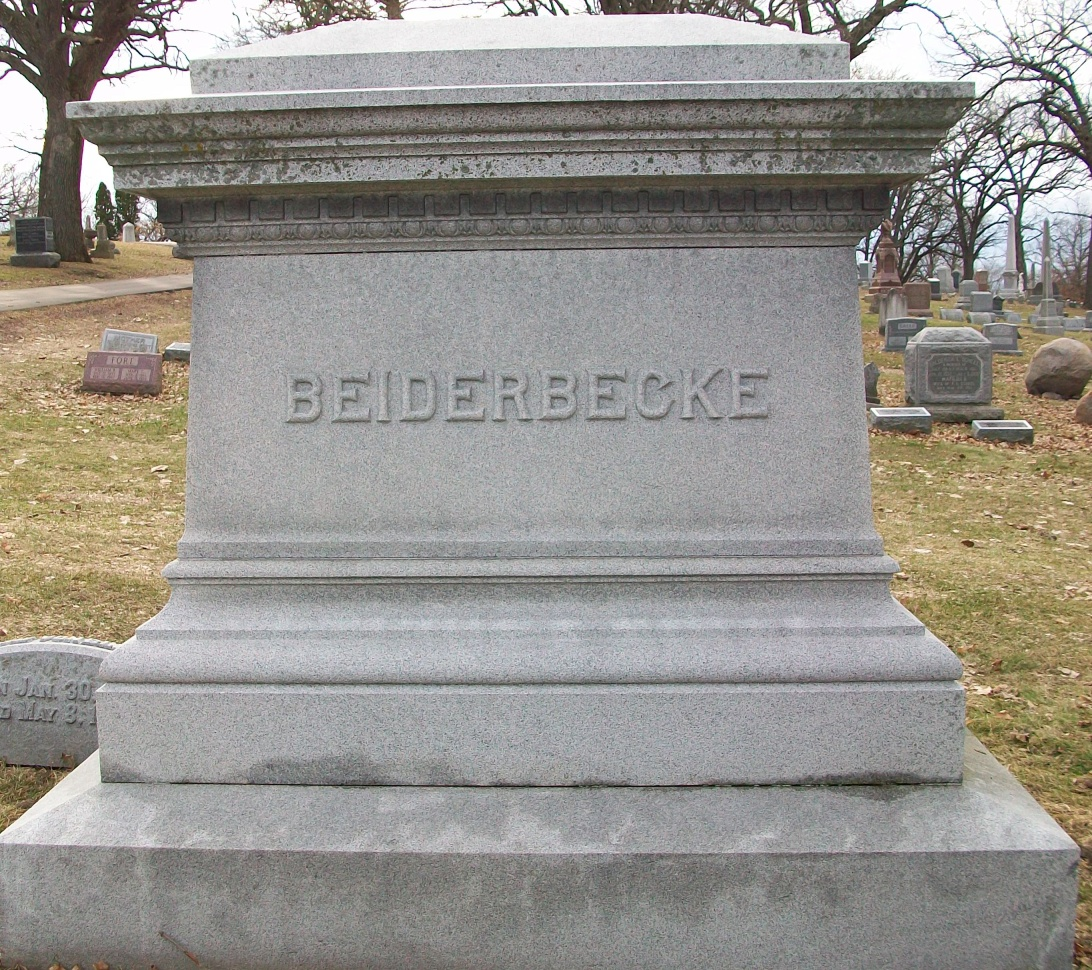
могила

Вошёл в историю джаза как первый выдающийся белый музыкант, перед которым преклонялись его коллеги — белые и черные. Имя Бейдербека в истории джаза в одном ряду с именами выдающихся чёрных исполнителей.

## Биография
Родился в семье угольного предпринимателя — торговца топливом и пиломатериалами, дед был банкиром, мать — пианисткой; был младшим из троих детей. В семье Бикса строго придерживались аристократических традиций в поздневикторианском духе, следуя которым любой ребёнок из подобной семьи должен был готовить себя к роли добропорядочного семьянина и к деловой карьере; поэтому Бикс начал заниматься музыкой в пятилетнем возрасте. С ранних лет обладал хорошим слухом и музыкальной памятью: просил учителя музыки проиграть «кусок произведения», чтобы услышать, как это звучит и был в состоянии повторить нота в ноту/
В 1919 году брат Бикса Чарльз (Берни) начал записываться с Original Dixieland Jass Band. Бикс был немедленно принят в группу в качестве горниста. Он внимательно слушал записи «Tiger Rag» и «Skeleton Jangle» в исполнении Original Dixieland Jass Band и воспроизводил их на фортепиано. Вскоре после этого Бикс переключился на игру на корнете и самостоятельно его освоил, слушая партию горна в исполнении Ника Ларокка (англ. Nick LaRocca). Вначале играл на корнете, одолженном у соседа. В сентябре 1919 года Бикс купил свой первый корнет, Conn Victor, и играл на школьных мероприятиях и с местными группами. К лету 1921 года он уже выступал с несколькими группами, включая свою собственную Bix Beiderbecke Five.
Как и у многих одаренных людей, успеваемость Бикса в школе была слабой. Как следствие, его родители решили зачислить его в Lake Forest Academy, в штате Иллинойс, в 35 милях к северо-западу от Чикаго. Бикс прибыл туда в сентябре 1921 года и вскоре после этого начал играть с несколькими группами, в основном в школе, но иногда вырываясь в Чикаго. Поездки Байдербека в Чикаго и неуспеваемость привели к отчислению из академии в мае 1922 года.
В оставшуюся часть 1922 года и большую часть 1923 года Бикс делил своё время между выступлениями в районе Чикаго, концертами в Сиракузах и в городе Давенпорт. В апреле 1923 года Benson Orchestra, в том числе Фрэнки Трамбауэр (обычно известный как Tram, он был саксофонистом), играли в Davenport Coliseum. Это было важное событие, потому что Бикс и Трам встретились в первый раз. К концу 1923 года Бикс вернулся в Чикаго и начал серьёзно заниматься профессиональной музыкой.
Wolverine Orchestra был организован в конце 1923 года и его расцвет пришёлся на 1924 год. Это несколько выступлений в различных местах на Среднем Западе, феноменальный успех в Университете Индианы, появление на балу Золушки в Нью-Йорке, а также несколько исторических записей для звукозаписывающей компании Gennett. Первая пластинка Бикса была нарезана в феврале и выпущена в мае 1924 год — «Fidgety Feet» на одной стороне и «Jazz Me Blues» на другой. Эта запись и ещё несколько записей с Wolverine Orchestra стали основой растущей репутации Бикса среди джазовых музыкантов.
В октябре 1924 года Бикс Байдербек покинул оркестр Wolverine присоединиться к оркестру Жана Голдкетта. Голдкетт был пианистом и музыкальным предприниматель со штаб-квартирой в Детройте (штат Мичиган). Первый сотрудничество Бикса с группой Голдкетта длился менее двух месяцев и было довольно сложным. В отличие от ситуации с оркестром Wolverine, где запоминание мелодий было обычным делом, музыканты Голдкетта были профессионалами и умение читать ноты имело важное значение. Бикс был слаб в этом отношении и этот недостаток усугублялся из-за контракта Голдкетта с Victor Company. У директора этого лейбла Эдди Кинга было отвращение к горячему джазу и, видимо, сильная неприязнь конкретно к Байдербеку. Таким образом, к декабрю 1924 года, и к разочарованию своих коллег-музыкантов, Бикс был вынужден покинуть Frank Trumbauer Orchestra.
В январе 1925 года Бикс Байдербек вернулся в Ричмонд, штат Индиана, и записал на Gennett Records со своим первым составом бессмертный «Davenport Blues», на обратной стороне был записан «Blues Toddlin». Диск был издан под названием «Bix Beiderbecke and His Rhythm Jugglers» (Бикс Байдербек и его Жонглеры ритмом), в записи участвовали также Дон Мюррей (кларнет), Томми Дорси (тромбон), Пол Мерц (фортепиано) и Томми Гаргано (ударные).
Бикс решил заняться своим музыкальным образованием и поступил в Университет штата Айова в весеннем семестре 1925 года. Он хотел изучать преимущественно музыку, однако были и другие академические требования, которые он не желал выполнять. Что ещё хуже, Байдербек был втянут в драку в местном баре. Таким образом, обучение Бикса в колледже продолжалось ровно 18 дней.
С февраля по август 1925 года Бикс дрейфовал по округе. Провёл несколько месяцев в Нью-Йорке, где выступал вместе с корнетистом Рэдом Николсом, который много записывался в 1920-е и 1930-е годы, запомнился своей группой Five Pennies и связью с великим тромбонистом Миффом Моулом. Бикс участвовал в California Ramblers, в которую вошли братья Дорси и великий бас-саксофонист Адриан Роллини. В Чикаго он присоединился к оркестру Charlie Straight и оставался с ними до июля. Затем Бикс Байдербек вошёл в состав Breeze Blowers (Island Lake, штат Мичиган). В этой группе попеременно играли разные музыканты: Билл Рэнк (тромбон), Дон Мюррей (деревянные духовые), Фрэнки Трамбауэр (C-melody sax) и Стив Браун (бас). В августе 1925 года Бикс Байдербек снова вступил оркестр Трамбауэра в Сент-Луисе и оставался с ними до мая 1926 года, после чего вместе с Трамом присоединился к оркестру Жана Голдкетта. В сентябре 1926 года Билл Чаллис присоединился к оркестру в качестве аранжировщика. В дальнейшем оказалось, что Чаллис стал ключевой фигурой в жизни Бикса Байдербека. Его подходы давали достаточно места для изобретательности и таланта импровизации Бикса в оркестрах Голдкетта и Уайтмана.
Вместе с Трамом они с 1927 г. стали играть в оркестре Пола Уайтмена, где Бикс проработал до конца своих дней. Именно здесь Байдербек достиг вершины своей карьеры, был в числе лучших американских музыкантов.
В период с 1927 по 1930 годы он сделал многочисленные записи с группами музыкантов, которые собирались специально для этой цели. Будучи музыкантами среднего уровня, они не могли обеспечить Биксу должного сопровождения. А инертность Бикса, его неуверенность в себе, нежелание обидеть старых приятелей лишило Бикса возможности играть с такими замечательными джазменами, как Бенни Гудмен, Джек Тигарден, «Пи Ви» Расселл.
Годы 1929 по 1931 были отмечены ухудшение здоровья Бикса Байдербека. Постоянное чрезмерное потребление самогона от бутлегеров уничтожили его молодое тело. Он провел много времени в больницах и на дому пытаясь восстановить своё здоровье. Но после возвращения в Нью-Йорк Бикс снова возобновлял свои вредные привычки. Несмотря на ухудшение здоровья, Байдербек все же смог принять участие в радиопередачах Уайтмена на Old Gold radio и сделать хорошие записи, такие как «China Boy and Oh, Miss Hannah». Последняя запись Бикса с группой Уайтмена в сентябре 1929 года, пророчески озаглавленная «End of the Road», достойна особого упоминания из-за приглушенного соло Бикса как будто в ожидании того, что должно было произойти.
У Бикса Байдербека была пара записей в 1930 году. В мае он присоединился к Хоуги Кармайклу и другим гигантам джаза — Бенни Гудмену, Джину Крупе, Джо Венути, Эдди Лангу, Баду Фриману и они вместе записали пару песен. За восемь месяцев, кроме сессии «Waiting at the End of the Road», Бикс не сделал никаких записей. 8 сентября 1930 года Бикс собрал группу из числа музыкантов, участвовавших в майской записи с Кармайклом и записали три композиции, одна из которых, «I’ll Be a Friend with Pleasure», рассматривается как одна из его лучших записей. Это упреждение эры свинга в его ритмическом построении и её оркестровке.
До 1930 года на его счету было только две композиции, «Davenport Blues» и «In A Mist». Конечно, его импровизации на горне были также композициями, но, возможно, не в формальном смысле. В 1930 и 1931 годах Бикс Байдербек работал не на шутку за роялем и выкристаллизовал свои музыкальные идеи, которые он развивал в течение нескольких лет. Помощь Билла Чаллиса оказалась бесценной для записи на ноты. В результате совместной работы вышли защищенные авторским правом Бикса «CandleLights» с компанией Robbins Music 29 августа 1930 года и «Flashes and In the Dark» 18 апреля 1931 года.
Летом 1931 года играл случайные концерты в основном с музыкантами, которые стали чрезвычайно успешным в середине-конце тридцатых — Бенни Гудмен, братья Дорси, Джек Тигарден, Арти Шоу, Джин Крупа.
В конце июня переехал из Нью-Йорке в Саннисайд.
Умер 6 августа 1931 года в 9:30 вечера и был похоронен 11 августа 1931 года на кладбище в Oakdale Давенпорт, штат Айова.
Бикс оказал огромное влияние на современников. По всей стране сотни корнетистов пытались подражать ему. Им было сделано много грамзаписей, которые, по словам современников, не передают той эмоциональной полноты чувств, которую можно было услышать на концертах Бикса.